# Caius Fannius Strabo
Caius Fannius Strabo est un homme politique, et probablement historien, de la République romaine, consul en 122 av. J.-C.

## Famille
Il est le fils de Marcus Fannius et probablement le neveu de Caius Fannius Strabo, consul en 161 av. J.-C. Il est membre de la gens plébéienne des Fanii.
Gendre de Caius Laelius Sapiens, consul en 140 av. J.-C., et comme lui, un des élèves du philosophe grec Panétios de Rhodes, il est membre du cercle intellectuel de Scipion Émilien. Pour cette qualité, Cicéron en fait un des interlocuteurs fictifs de son traité politique, le De Republica, et d'un autre sur l'Amitié, le Laelius de amicitia. Il a composé des Annales, dont Brutus rédige un abrégé.

## Biographie
Un Caius Fannius historien sert sous les ordres de Scipion Émilien en 146. Lui et Tiberius Gracchus sont les premiers à grimper sur les murs de Carthage. 
Fannius apparaît en 141, servant avec distinction en tant que tribun militaire en Hispanie ultérieure sous Quintus Fabius Maximus Servilianus dans sa guerre contre les Lusitaniens de Viriate.
Après 139, il est supposé qu'il devient tribun de la plèbe, probablement en l'an 137.
Puis, probablement vers 126, il devient préteur, période pendant laquelle il est mentionné dans un décret répondant à la demande d'assistance de Hyrcanus, roi hasmonéen de Judée.
Avant ou en l'an 129, il devient membre du collège des augures.
Fannius est élu consul pour l'année 122 avec l'appui de Caius Gracchus, qui le soutient pour faire échec à la candidature de Lucius Opimius,. Il prend néanmoins ses distances avec Gracchus, s'opposant à ses mesures de réforme et soutenant les optimates, l'empêchant d'accorder le droit de cité aux latins et aux alliés. Le discours de Fannius est considéré comme un chef-d'œuvre oratoire à l'époque de Cicéron, et est largement lu. Il obéit à la directive du Sénat et publie une proclamation ordonnant à tous les alliés italiens de quitter Rome. Son collègue au consulat est Cnaeus Domitius Ahenobarbus, qui part combattre en Gaule pendant son mandat.
En 113, un « Caius Fannius, fils de Caius » est membre d'une ambassade envoyée en Crète pour aider à mettre fin à certains conflits internes entre les différentes villes de l'île. Il peut s'agir de son fils ou d'un cousin descendant de Caius Fannius Strabo, consul en 161 av. J.-C.